# Gymnopleurus hypocrita
Gymnopleurus hypocrita är en skalbaggsart som beskrevs av Vladimir Balthasar 1960. Gymnopleurus hypocrita ingår i släktet Gymnopleurus och familjen bladhorningar. Inga underarter finns listade i Catalogue of Life.